# ستككرس (باركشير)
ستككرس (بالإنجليزية: Stockcross)‏ هي قرية تقع في المملكة المتحدة في جنوب شرق إنجلترا.